# Hail (região)
Hail (em árabe: مِنْطَقَة حَائِل; romaniz.: Minṭaqat Ḥāʾil) é uma região da Arábia Saudita, com sede em Hail. Tem 103 887 quilômetros quadrados e segundo censo de 2018, havia 716 021 habitantes.